# Ellen Franz
Hermine Helene Maria Augusta Franz conosciuta come Ellen Franz (Naumburg, 30 maggio 1839 – Meiningen, 24 marzo 1923) è stata un'attrice e drammaturga tedesca.

## Biografia
Ellen (Helene) Franz nacque a Naumburg in Sassonia, e secondo lo scrittore Friedrich Martin von Bodenstedt (direttore per alcuni anni del Teatro di Meiningen)  fece la sua prima apparizione come attrice al Hoftheater di Meiningen nel 1867.
Il 18 marzo 1873, nella Villa Feodora di Bad Liebenstein, sposò il duca Giorgio II di Sassonia-Meiningen, che era al suo terzo matrimonio, dopo essere rimasto vedovo prima di Carlotta di Prussia (1831-1855) e successivamente di Feodora di Hohenlohe-Langenburg (1839-1872). Poiché Ellen era di origine borghese, poco prima delle nozze il duca le conferì il titolo nobiliare di baronessa di Heldburg (Freifrau von Heldburg), titolo con il quale essa fu sempre conosciuta in seguito. Questo matrimonio morganatico dispiacque molto all'imperatore Guglielmo II di Germania, tanto che per la sua personale avversione nei confronti di Ellen, si rifiutò sempre di visitare la coppia nel castello di Altenstein, la cui ricostruzione, voluta dal duca Giorgio, era stata completata nel 1889. Ellen dovette sopportare anche l'ostilità del suocero, il duca Bernardo II di Sassonia-Meiningen, nonché di numerosi funzionari e ministri della corte, che contestavano l'unione. Essa, in ogni caso, non fu mai designata duchessa di Meiningen come Carlotta e Feodora. Ellen non ebbe prole con il marito, da parte sua già padre di cinque figli, avuti dalle due mogli precedenti.

## Il Teatro e l'Orchestra di Corte di Meiningen
Ellen e il suo consorte, insieme al direttore del teatro, Ludwig Chronegk, misero a punto i cosiddetti "Principi di Meiningen" (Meininger Prinzipien), che consistevano in una radicale riforma della prassi teatrale, e inoltre crearono quello che diventerà universalmente noto come Ensemble di Meiningen (Meininger Ensemble). Ellen provvide a fondamentali modifiche della drammaturgia, così come fu lei a occuparsi in particolare della selezione del cast e della formazione degli studenti, allievi della scuola di recitazione. Il duca Giorgio II collaborava con Chronegk alla direzione del teatro, e prendeva decisioni sull'allestimento delle scenografie e nella scelta dei costumi.
Ellen era, come pure il marito, un'appassionata cultrice di musica: all'interno del teatro operava infatti anche un'eccellente orchestra, che non mancò di attirare noti musicisti, i quali con essa intendevano provare ed eseguire le loro composizioni. Nel 1885 il ventenne Richard Strauss vi divenne maestro di cappella per incarico di Hans von Bülow, al quale successe come direttore l'anno seguente. A Meiningen fu spesso presente anche Johannes Brahms. Stimatissimo dal duca e dalla baronessa, il compositore fece eseguire in prima assoluta dall'orchestra di corte la sua Quarta Sinfonia, op. 98 (25 ottobre 1885) e la diresse personalmente. In frequente corrispondenza epistolare con la coppia, durante i suoi viaggi in Italia egli fu anche loro ospite a Villa Carlotta, sul Lago di Como.
Uno fra i più valenti strumentisti dell'orchestra di Meiningen era il clarinettista Richard Mühlfeld, che con la sua bravura colpì talmente Johannes Brahms, da ispirarlo nella creazione di ben quattro composizioni dedicate al suo strumento: il Trio op. 114 per clarinetto, violoncello e pianoforte; il Quintetto per clarinetto e archi op. 115 e le due Sonate op. 120 per clarinetto e pianoforte. Della genesi di queste opere e della sua predilezione per il clarinettista, che egli aveva scherzosamente soprannominato Fräulein Klarinette (signorina Clarinetto), Brahms parla in alcune lettere alla baronessa di Heldburg.

## Ultimi anni
Dopo la morte del duca, nel 1914, Ellen si ritirò nelle sue terre d'origine, e abitò nella Fortezza di Heldburg (Veste Heldburg), un castello del XVI secolo, che, dopo diversi passaggi di proprietà, nel 1871 era divenuto possesso del duca Giorgio II. Dal 1918. essa visse nella sua residenza, detta Helenenstift, costruita fra il 1891 e il 1892. Morì nel 1923, e fu sepolta nella stessa tomba del marito, nel cimitero del parco di Meiningen (Meininger Parkfriedhof).